# Banaripara
Banaripara (en bengali : বানারিপাড়া) est une upazila du Bangladesh dans le district de Barisal. En 1991, on y dénombrait 143 825 habitants.